# Mediaș
Mediaș (în latină Media sau Civitas Mediensis, germană Mediasch, în maghiară Medgyes, în dialectul săsesc Medwesch, Medveš sau Meddesch, în trecut Medwich) este un municipiu în județul Sibiu, Transilvania, România, format din localitatea componentă Mediaș (reședința), și din satul Ighișu Nou. Are o populație de 39.505 conform recensământului din 2021, amânat și reprogramat în 2022 din cauza pandemiei de COVID-19 în România). După municipiul Sibiu (germană Hermannstadt), Mediaș este al doilea cel mai important și populat oraș al județului Sibiu.

## Așezare geografică
Municipiul Mediaș este așezat în bazinul mijlociu al râului Târnava Mare, la o distanță de 39 km de Sighișoara și 41 km de Blaj. Cetatea săsească din Moșna se află spre Agnita, la 10 Km de Mediaș. La 18 km de Mediaș se găsește stațiunea balneoclimaterică Bazna, atestată documentar din anul 1302. Stațiunea beneficiază de izvoare de apă minerală, bogate în săruri, nămol mineral și sare de Bazna. Distanța din Mediaș până în municipiul reședință de județ Sibiu este de 55 km.

## Istoric

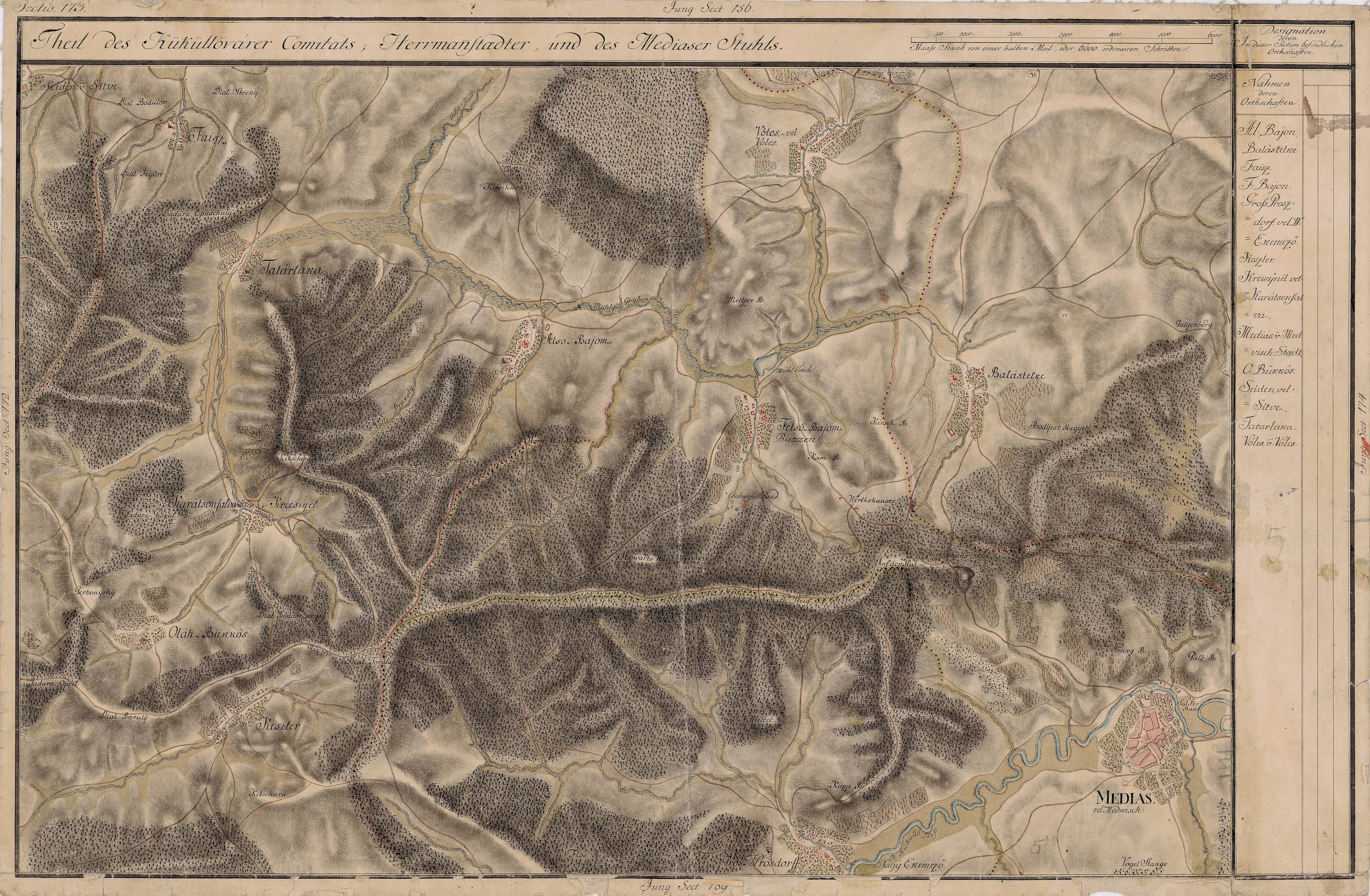
Mediaș în Harta Iosefină a Transilvaniei, 1769-1773

În epoca romană pe teritoriul cetății actuale a existat un castru roman (mai precis castrul roman Media).
În secolele  XII-XIII regii Ungariei au așezat în zona Mediașului coloniști germani și vest-europeni, cunoscuți sub numele de sași (germană Siebenbürger Sachsen).
În 1267, în prima mențiune documentară, apare ca Mediesy. Acest nume poate fi legat de numele unui trib secuiesc din secolul al IX-lea.
În anul 1318, sașii din Mediaș și cei din Șeica Mare (germană Marktschelken) au fost scutiți de obligația de a participa la oastea regală, obținând totodată și unele privilegii fiscale.
La 1402, regele Sigismund de Luxemburg a eliberat  scaunele Mediaș și Șeica de sub jurisdicția  comitelui secuilor.
În 1576, aici a fost ales Ștefan Báthory drept rege al Poloniei, și tot aici a fost ales István Bocskai în 1605 în funcția de principe al Transilvaniei.
Biserica „Înălțarea Domnului”, prima biserică românească din Mediaș, a fost ridicată în anul 1826 prin eforturile episcopului Ioan Bob de la Blaj, cel care tot atunci a înființat și prima școală românească din oraș.

### Evenimente importante în istoria Mediașului
- 1267, 3 iunie - prima mențiune documentară a localității.
- 1289 - „terra Medies” pomenită documentar (până la 1308).
- 1315 - Regele Carol Robert de Anjou conferă locuitorilor din Mediaș, Șeica și Biertan, toate drepturile provinciei Sibiu.
- 1359 - Mediașul este numit pentru prima dată oraș (civitas).
- 1402 - Regele Sigismund de Luxemburg eliberează  scaunele Mediaș și Șeica de sub jurisdicția comitelui secuilor (lat. comes siculorum).[necesită clarificare] Prima mențiune a judelui local (villicus).
- 1414 - Prima referire documentară privind Biserica „Sf. Margareta”.
- 1438 - O invazie otomană afectează localitatea și împrejurimile. Sunt menționate distrugeri și la biserica parohială.[10]
- 1452 - Menționarea primei incinte de apărare în jurul Bisericii „Sf. Margareta” (castrum).
- 1457 - Prima mențiune a breslei croitorilor și a celei vânzătorilor de postav din Mediaș.
- 1487 - Prima mențiune a unui spital la Mediaș.
- 1490-1534 - Se construiește incinta fortificată, la lucrări contribuind și locuitorii satelor din cele două scaune, Mediaș și Șeica.
- 1501 - Existau deja 6 bresle.
- 1545 - Are loc în biserica parohială din oraș, primul sinod al Bisericii Sașilor Luterani din Transilvania[11].
- 1551 - Este finalizată construcția Turnului Trompeților
- 1552 - Mediașul devine sediul judelui regal al celor două scaune.
- 1576 - Ștefan Báthory este ales la Mediaș ca rege al Poloniei.
- 1586 - Menționată documentar “Schola civitatis” (școala orașului).
- 1599 - Dieta întrunită la Mediaș l-a ales ca principe al Transilvaniei pe cardinalul Andrei Báthory.
- 1639 - Construirea unui pod peste râul Târnava Mare.
- 1816-1824 - Construirea școlii de fete.
- 1826 - Edificarea Bisericii „Înălțarea Domnului” și a școlii greco-catolice de către episcopul Ioan Bob.
- 1863 - Introducerea iluminatului public stradal.
- 1871 – Deschiderea școlii agricole (germană Ackerbauschule) din Mediaș. Își începe activitatea tipografia G. A. Reisenberger.
- 1872 - Inaugurarea gării din Mediaș.
- 1873 - Deschiderea școlii orășenești de meserii.
- 1879 - Construirea unei săli de gimnastică.
- 1881 - Se pun bazele fabricii de pielărie Karres din Medias.
- 1888 - Deschiderea unei fabrici de postav și textile la Mediaș.
- 1893 - Înființarea Cooperativei de economii și credit. Primele legături telefonice la Mediaș. Începe să apară “Mediascher Wochenblatt” (Foaia săptămânală medieșană).
- 1895 - Se pun bazele fabricii de salamuri (v. salam de Sibiu) si conserve.
- 1902 - Se construiește un spital orășenesc cu 32 de paturi.
- 1908 - Transformarea spitalului și mărirea capacității la 160 de paturi. Construirea unei școli catolice elementare și a unei școli românești unite.
- 1910-1912 - Construirea noii clădiri a Liceului Stephan Ludwig Roth, după planurile arhitectului Fritz Balthes⁠(de)[traduceți].
- 1911 - Construirea școlii ortodoxe românești. Începutul exploatării gazului metan la Mediaș.
- 1919, 8 ianuarie: Adunarea Națională Săsească de la Mediaș hotărăște aderarea la Marea Unire, pe baza Declarației de la Alba Iulia, care garanta drepturi pentru minorități.
- 1921 - Deschiderea fabricii de geamuri. Realizarea fabricii de vase emailate.
- 1922 - Se pun bazele fabricii de sticlărie Vitrometan.
- 1935, 28 iulie - Sfințirea bisericii ortodoxe cu hramul „Sf. Mihail și Gavril” („catedrala”).
- 1962 - Se construiește noul pod peste calea ferată.
- 1963-1965 - Se construiește noua gară.
- 1970 - Mai: mare inundație. La fel și în iulie 1975.[12]

### Descoperiri arheologice
Pe teritoriul orașului au fost identificate, prin descoperiri fortuite, cercetări de suprafață și săpături sistematice, mai multe așezări rurale:
- În punctul „Gura Câmpului“, cartier al orașului în partea sa de nord-vest, pe malul Târnavei Mari, a fost cercetată, în anii 1975 și 1977, o așezare rurală a cărei suprafață a fost estimată la 8 ha. S-au descoperit resturile a zece locuințe de suprafață și un atelier de redus și prelucrat fierul (fierărie). Locuințele erau construite pe fundații de piatră fără liant (zid sec), aveau pereții din lemn, iar acoperișul, din paie sau șindrilă. Trei dintre locuințe au avut câte două camere, cu suprafețe totale între 42-60 mp, iar celelalte, câte una singură și suprafețe cuprinse între 9-14 mp; la două locuințe s-a surprins un paviment format din lespezi de piatră. Încălzirea se făcea cu vetre sau cuptoare.

Atelierul de fierărie era organizat într-o construcție de același fel și avea patru încăperi de dimensiuni mici; cea care s-a păstrat cel mai bine avea dimensiunile de 4 x 3 m. În atelier s-au identificat urmele unei vetre și foarte probabil și ale unui cuptor de redus minereul de fier. Tot în interior s-a descoperit un mic depozit de unelte (o lingură pentru turnat metal, două coase și o bucșă de coasă, o altă bucșă pentru car), precum și mai multe unelte din metal (un târnăcop, trei burghie), o frigare și mari cantități de zgură, dispersate pe suprafața atelierului.
Numeroase alte unelte și instrumente din fier au fost descoperite pe suprafața așezării: clește, compas, dălți, ferăstrău, cuțitoaie, cuțite, balamale, crampon pentru mers pe gheață. Tot pe aria așezării s-au mai descoperit un inel de argint și mai multe fibule din bronz și fier.
Ceramica din așezare cuprinde vase de uz comun din pastă fină roșie și cenușie (oale, farfurii, străchini, castroane, boluri, cupe ulcioare), din pastă zgrunțuroasă roșie și mai ales cenușie (oale fără toarte, străchini, capace de vas, chiupuri), vase cu decor în relief sub formă de șerpi, vase cu decor ștampilat și terra sigillata, de producție locală. Alte materiale descoperite în așezare sunt: fragmente de vase de sticlă, mărgele din sticlă, resturi osteologice de la animale domestice (bovine, ovicaprine, porcine, cabaline) și de la vânat (cervidee), precum și un dupondius de la împărăteasa Faustina.
Potrivit observațiilor topografice, așezarea de la Gura Câmpului avea un plan ortogonal, cu o piață (forum) în centrul său și constituia un important vicus, în jurul căruia gravitau mai multe așezări, posibil și unele villae rusticae, semnalate prin celelalte descoperiri din aria orașului.
- La 0,8 km spre vest de așezare s-a descoperit un fragment de lespede funerară pe care era redat un călăreț, precum și un monument cu doi lei funerari; monumentele puteau proveni din cimitirul așezării de la Gura Câmpului, sau dintr-un cimitir de familie de pe o villa rustica.
- În punctul „Rora Mică“, situat la vest de municipiu, s-au descoperit fragmente ceramice de epocă romană.
- Alte materiale ceramice de epocă romană s-au descoperit în punctele: „Baia de Nisip“, „Hientz“ și la ieșirea din municipiu, pe partea stângă a pârâului Ighișului, zonă din care ar putea proveni și tezaurul menționat la Ighișul Nou, localitate ce aparține acum de municipiul Mediaș.
- Din locuri neprecizate de pe aria orașului mai provin: o statuetă din bronz, un pond din bronz, având redată o figură grotescă, monede din perioada provinciei.

## Demografie
Componența etnică a municipiului Mediaș
     Români (74,1%)
     Maghiari (6,36%)
     Romi (2,67%)
     Germani (1,02%)
     Alte etnii (0,12%)
     Necunoscută (15,72%)
Componența confesională a municipiului Mediaș
     Ortodocși (67,17%)
     Reformați (3,55%)
     Greco-catolici (2,69%)
     Romano-catolici (2,47%)
     Penticostali (1,62%)
     Alte religii (5,42%)
     Necunoscută (17,08%)
Conform recensământului efectuat în 2021, populația municipiului Mediaș se ridică la 39.505 locuitori, în scădere față de recensământul anterior din 2011, când fuseseră înregistrați 47.204 locuitori. Majoritatea locuitorilor sunt români (74,1%), cu minorități de maghiari (6,36%), romi (2,67%) și germani (1,02%), iar pentru 15,72% nu se cunoaște apartenența etnică. Din punct de vedere confesional, majoritatea locuitorilor sunt ortodocși (67,17%), cu minorități de reformați (3,55%), greco-catolici (2,69%), romano-catolici (2,47%) și penticostali (1,62%), iar pentru 17,08% nu se cunoaște apartenența confesională.

### Evoluția Populației
- 1912: ||| 8,626 locuitori
- 1930: ||||| 15,505 locuitori
- 1948: |||||||| 23,247 locuitori
- 1956: |||||||||| 32,498 locuitori
- 1966: ||||||||||||||| 46,384 locuitori
- 1977: |||||||||||||||||||||| 65,072 locuitori
- 1992: ||||||||||||||||||||| 64,484 locuitori
- 2002: |||||||||||||||||| 55,203 locuitori
- 2011: ||||||||||||||| 47,204 locuitori
- 2021: ||||||||||||| 39,505 locuitori

În anul 1912, Mediaș a înregistrat 8,626 de locuitori, acest număr a crescut până când a stagnat în ani 1980, la 65,000 de locuitori.
Acest număr a scăzut drastic după un val de migrare din oraș. În 2021, orașul se ridică la 39,505 de locuitori, similar cu populația orașului în ani 1960.

## Economie

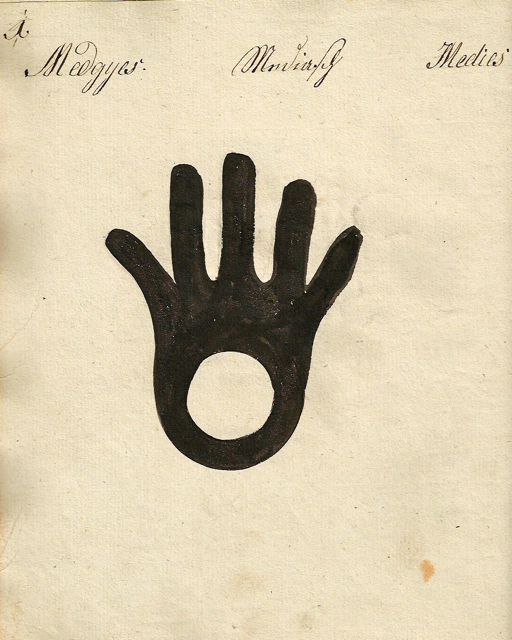
1826 - Danga pentru vitele din Mediaș

Mediașul este un centru important de exploatare a gazului metan (din anul 1900). În secolul al XIX-lea, vechile centre meșteșugărești de aici s-au transformat în fabrici și s-au produs aici primul cristal și primul email românesc.
Fabricile cele mai cunoscute sunt:
- Emailul;
- Automecanica;
- Vitrometan;
- Relee;
- Alex Rom;
- Medimpact;
- Salconserv;
- Felam;
- Armax-Gaz;
- Magnet;
- Romgaz;
- Romanelec;
- Transgaz;
- Kromberg&Schubert;
- Dafora SA.

## Transport
Sistemul de transport public din Mediaș este compus din autobuze și troleibuze. Există și companii de taxi.
Prin Mediaș trec drumurile naționale DN14 și DN14A. Orașul este racordat la rețeaua feroviară din anul 1872, ca stație pe calea ferată Teiuș–Brașov.
Cele mai apropiate aeroporturi sunt Aeroportul Sibiu, Aeroportul Cluj și Aeroportul Târgu Mureș.

## Politică
Municipiul Mediaș este administrat de un primar și un consiliu local compus din 21 consilieri. Primarul, Gheorghe Roman, de la Partidul Național Liberal, este în funcție din 2016. Începând cu alegerile locale din 2024, consiliul local are următoarea componență pe partide politice:
|  | Partid                                 | Consilieri | Componența Consiliului | Componența Consiliului | Componența Consiliului | Componența Consiliului | Componența Consiliului | Componența Consiliului | Componența Consiliului | Componența Consiliului |
|  | -------------------------------------- | ---------- | ---------------------- | ---------------------- | ---------------------- | ---------------------- | ---------------------- | ---------------------- | ---------------------- | ---------------------- |
|  | Partidul Național Liberal              | 8          |                        |                        |                        |                        |                        |                        |                        |                        |
|  | Partidul Patrioților                   | 7          |                        |                        |                        |                        |                        |                        |                        |                        |
|  | Partidul Social Democrat               | 3          |                        |                        |                        |                        |                        |                        |                        |                        |
|  | Alianța pentru Unirea Românilor        | 2          |                        |                        |                        |                        |                        |                        |                        |                        |
|  | Uniunea Democrată Maghiară din România | 1          |                        |                        |                        |                        |                        |                        |                        |                        |

În anul 2000 a fost ales primar Teodor Plopeanu (din partea Alianței pentru România, o grupare dizidentă desprinsă din PDSR). Ulterior acesta s-a înscris în PDSR, rebotezat PSD, fiind în prezent consilier județean al acestei formațiuni.
La alegerile locale din 2004 a fost ales primar Daniel Thellmann din partea FDGR. În data de 17 aprilie 2008 primarul Thellmann s-a înscris în PD-L, fapt care a generat întreruperea relațiilor dintre Forumul German și PD-L. În 2009, în urma decesului primarului Thellmann, a fost ales primar Teodor Neamțu (PD-L), fost viceprimar în mandatul Thellmann.

### Primari
- 1996[18] - 2000 – Dionisie Bucur, de la PDSR
- 2000[19] - 2004 – Teodor Plopeanu, de la APR
- 2004[20] - 2008 – Daniel Thellmann, de la FDGR
- 2008[21] - 2009 – Daniel Thellmann, de la PDL
- 2009 - 2012 – Teodor Neamțu, de la PDL
- 2012[22] - 2016 – Teodor Neamțu, de la PDL
- 2016[23] - prezent – Roman Gheorghe, de la PNL

## Media
În Mediaș, sunt 2 stații radio și un canal de știri, numit Nova Tv, care operează din 2004 până în prezent. Canalul acoperă știri în legătură cu nordul județului Sibiu și evenimente locale din oraș, sunt și interviuri private. Canalul are și un cont oficial de Youtube.

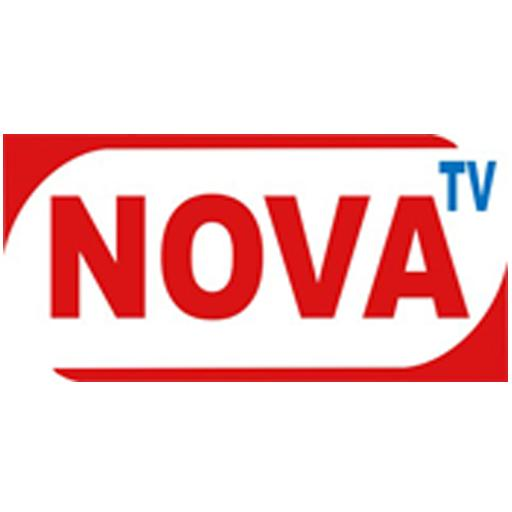
Logoul canalului Nova Tv

Canale: 
•Nova tv Mediaș
Ziare: 
•Monitorul de Mediaș
•Medieșeanul
•Ziarul de Mediaș
Stații radio:
•Radio Mediaș 88.1FM
•Radio ring90.2FM

## Turism

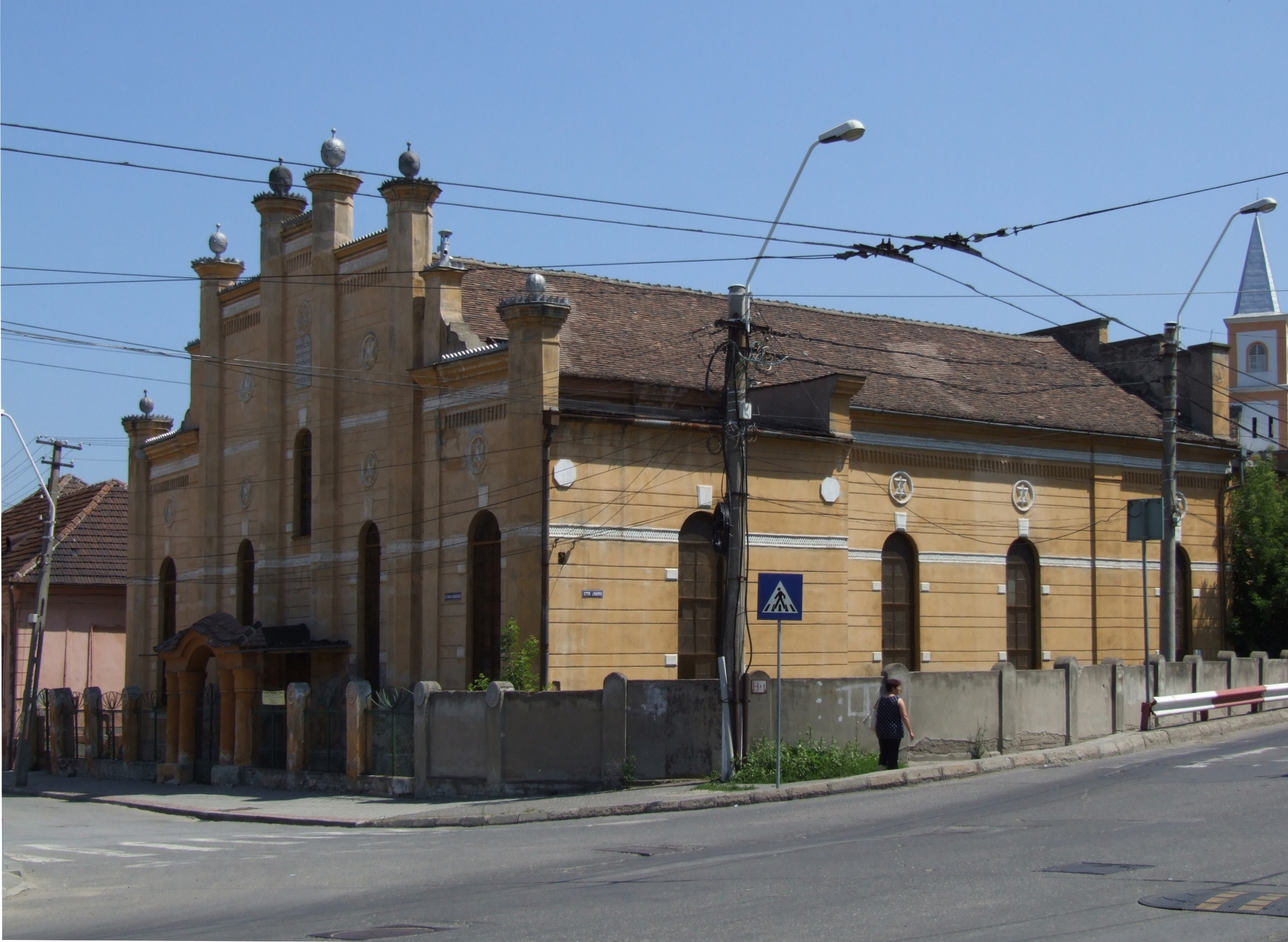
Sinagoga din Mediaș

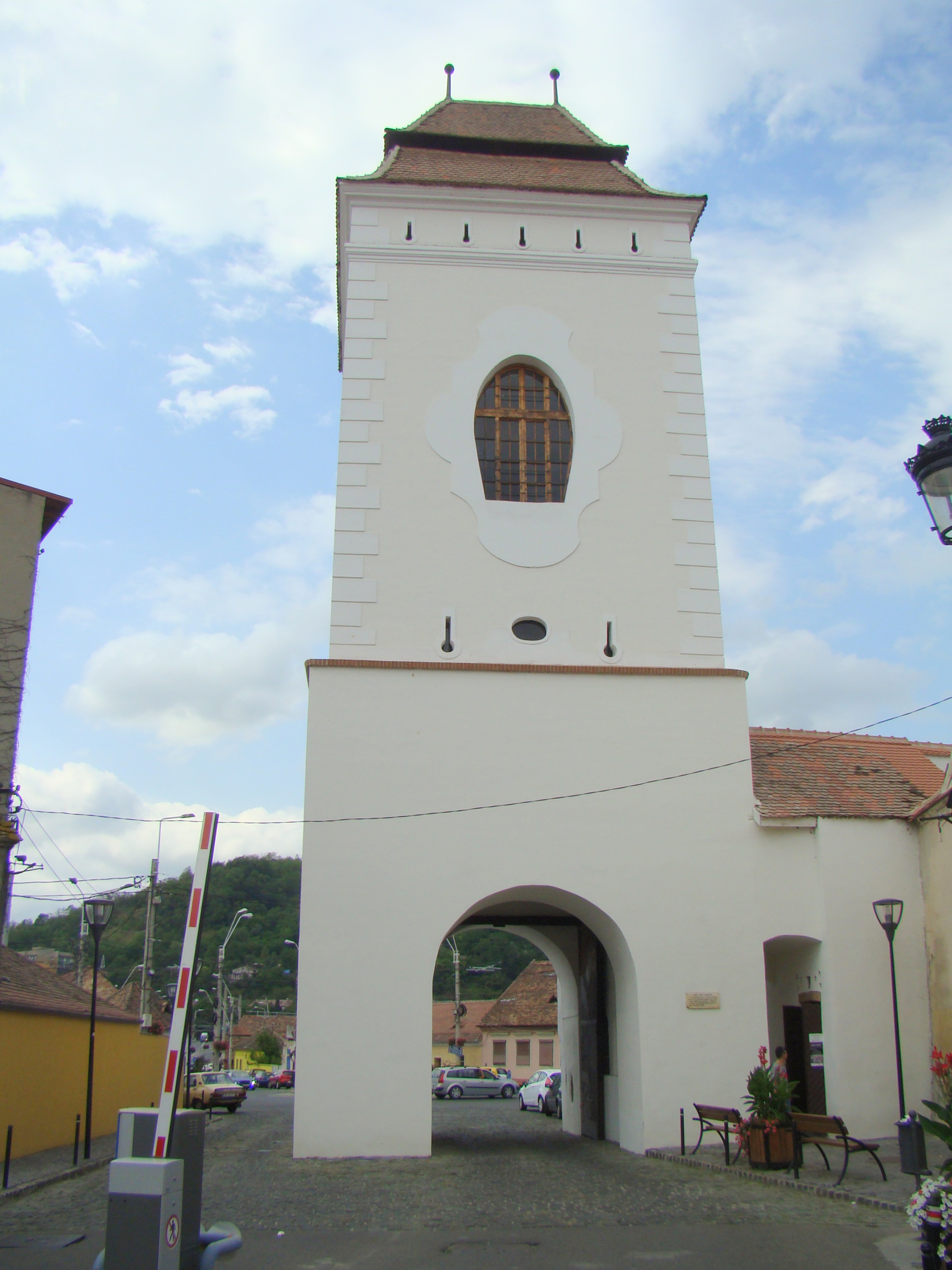
Turnul Porții Străzii Pietruite

Un oraș pitoresc în care se simte îmbinarea dintre vechi și nou, cu o alternanță de stiluri arhitectonice, de la gotic la cel renascentist și neoclasic, la baroc și secession (Jugendstil). „Civitas Mediensis” și-a conservat trecutul istoric în 17 turnuri și bastioane, ziduri multiseculare înalte de peste 7 metri, 3 porți principale și 4 secundare de acces în vechea cetate. Biserica fortificată Sfânta Margareta deține un ansamblu valoros de picturi murale gotice, iar turnul are un ceas care indică fazele lunii. Această biserică este importantă și pentru că aici a fost închis domnitorul Țării Românești, Vlad Țepeș, în anul 1476, în urma unui conflict cu regele Ungariei, Matia Corvinul. Tot aici principele transilvănean Ștefan Báthory a fost ales în funcția de rege al Poloniei.
Altarul de la Mediaș este o capodoperă a goticului transilvănean.
Centrul istoric al orașului Mediaș apare ca un muzeu în aer liber. Monumentele medievale din piața castelului sunt unice în Transilvania. Orașul are o vechime de peste 7 secole, fiind menționat pentru prima dată, într-un document istoric în anul 1267, astfel fiind unul din cele mai vechi orașe ale României. Printre obiectivele turistice, putem menționa Turnul Croitorilor, Turnul Trompeților, Turnul Clopotelor, Casa Schuller (1588) Turnul Forkesch, Turnul Pietrarilor, Turnul Fierarilor. Complexul Arhitectural Franciscan include biserica și mănăstirea franciscană, care, în jurul anului 1444, au fost construite de ordinul franciscan. Complexul adăpostește exponate de mare valoare: tezaurul de la Șeica Mică, tezaurul de la Panade, diverse piese de ceramică populară.
În paginile romanului Dracula, scriitorul irlandez Bram Stoker menționează că, la nunta contelui valah, vinul a fost „cel auriu de Mediaș”. Mediașul și împrejurimile lui sunt și azi cunoscute, dată fiind faima vinurilor vechi de Târnave, simbol al stemei orașului, zona fiind supranumită în vechime „Țara Vinului” sau „Weinland”, așa cum apare în harta umanistului Johannes Honterus (sec. XVI).

## Monumente
- Biserica Franciscană din Mediaș
- Biserica Sfânta Margareta din Mediaș
- Casa Schuller din Mediaș
- Casa Schuster din Mediaș
- Piața Regele Ferdinand I din Mediaș
- Biserica fortificată din Ighișu Nou

## Educație
În 2010, existau în oraș 10 școli generale și 5 licee, mai precis:
- Liceul Teoretic Stephan Ludwig Roth;
- Colegiul Școala Națională de Gaz (C.S.N.G.) - (având și o secție maghiară și una germană);
- Liceul Teoretic Axente Sever;
- Colegiul Tehnic Mediensis (http://www.gsiu.ro/ Arhivat în 13 septembrie 2008, la Wayback Machine.; a se vedea și lucrarea De la Școala profesională de ucenici la Colegiul Tehnic „Mediensis”, autori: Mărculeț V., Maximciuc Elena-Gabriela, Tănase Corina, Sima D., Mărculeț I., Editura Creativ, Mediaș, 2009);
- Grup Școlar Automecanica.

## Personalități
- Christian Schesaeus (1535 - 1585), poet umanist;
- Michael Weiss (1569 - 1612), istoric și politician, jude al Brașovului în 1612;
- Matthias Miles (1639 - 1686), scriitor, cronicar;
- Michael Conrad von Heydendorff (1730 - 1821), primar al Mediașului;
- Stephan Ludwig Roth (1796 - 1849), cărturar, reformator al învățământului, om politic;
- Andreas Brecht von Brechtenberg (1805 - 1842), poet;
- Ludwig von Fabini (1861 - 1937), general;
- Hermann Klöß (1880 - 1948), poet, dramaturg și scriitor;
- Rudolf Brandsch (1880 - 1953), politician;
- Dutz Schuster (1885 - 1968), scriitor, umorist, promotor al dialectului săsesc;
- Otto Folberth (1896-1991), scriitor și editor de limbă germană;
- Carl Göllner (1911-1995), istoric;
- Octavian Fodor (1913-1976), medic, membru titular al Academiei Române;
- Paul Rampelt (1921-1996), cântăreț de operă și operetă;
- Hubert Caspari (1924-2004), arhitect;
- Iosif Bükössy (1936-2006), antrenor de fotbal;
- Mircea Crețu (n. 1943), profesor universitar, deputat;
- Ruxandra Sireteanu-Constantinescu (1945-2008), biofiziciană;
- Doina Limbășanu (n. 1949), cântăreață, actriță;
- Adrian Andrei Rusu (n. 1951), arheolog și istoric medievist;
- Miklós Patrubány (n. 1952), inginer și politician;
- Ioan Ghișe (n. 1956), primar al municipiului Brașov;
- Klaus F. Schneider (n. 1958), editor și poet;
- Willi Schneider (n. 1963), sportiv, antrenor al echipei naționale de skeleton a Canadei;
- Mihaela Tatu (n. 1963), realizatoare și moderatoare de emisiuni de televiziune;
- Margareta Keszeg (n. 1965), alergătoare, laureată cu aur la Campionatul European de la Genova în 1992;
- Gheorghe Roman (n. 1972), figură politică, primar al Mediașului în prezent
- Iulian Cristea (n. 1994), fotbalist.

## Sport
CSM (clubul sportiv Mediaș) se întinde pe mai multe domenii: șah, atletism, înot etc.
Cele mai importante sunt fotbalul și baschetul :
•Fotbal: ACS Mediaș 2022 - liga 3
•Baschet: CSM Mediaș - liga 1 masculin.
În 2022, echipa CS Gaz Metan Mediaș de fotbal s-a desființat, după 77 de ani de activitate din 1945. Dar, niște jucători și antrenori au decis să formeze echipa ACS Mediaș, pentru a păstra tradiția de fotbal din oraș. Dar, au adus rezultate mai slabe, jucând în liga 3 nu 1.

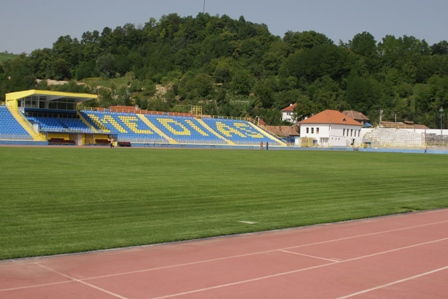
Stadionul Gaz Metan, aparținând fostei echipe

Stadionul din Mediaș numit Gaz Metan, are o capacitate de 8.000 de persoane și a fost renovat în 2010. Mai multe jocuri internaționale au luat loc aici.

## Cultură
- Festivalul Internațional de Film al Europei Centrale[24]

## Galerie

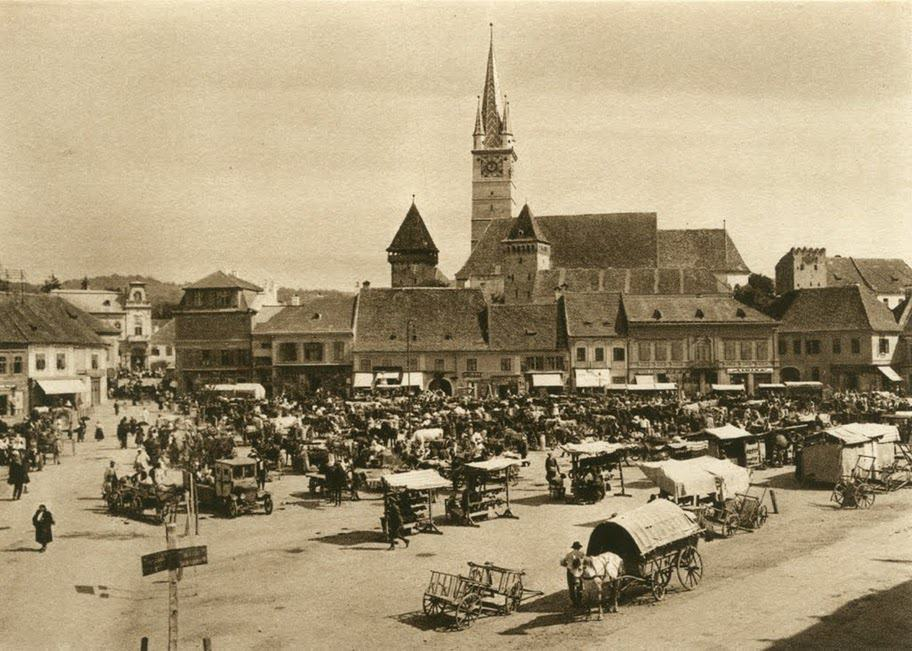
Mediaș în Epoca interbelică (1933), fotografiat de Kurt Hielscher
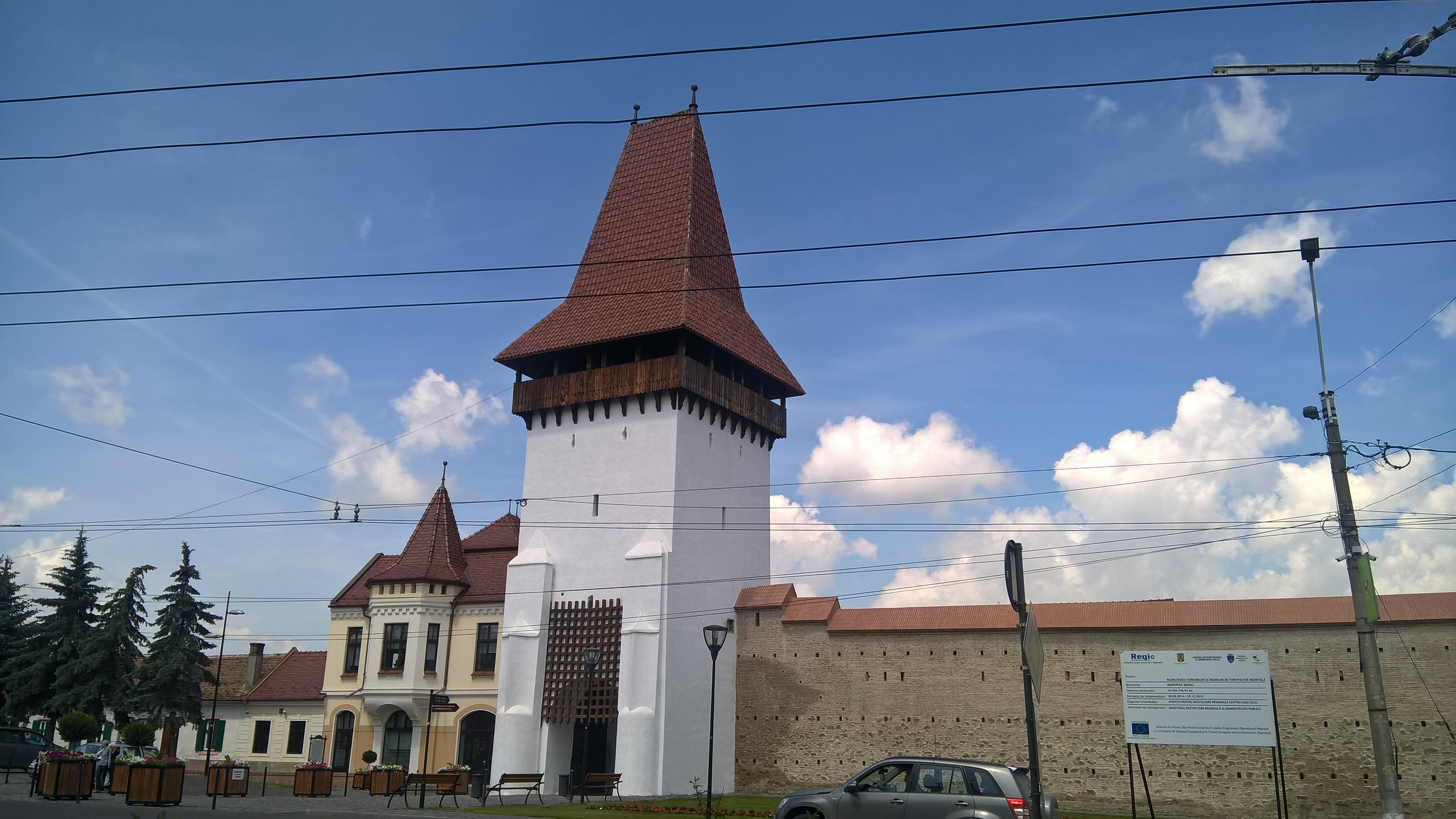
Ansamblul fortificațiilor orașului
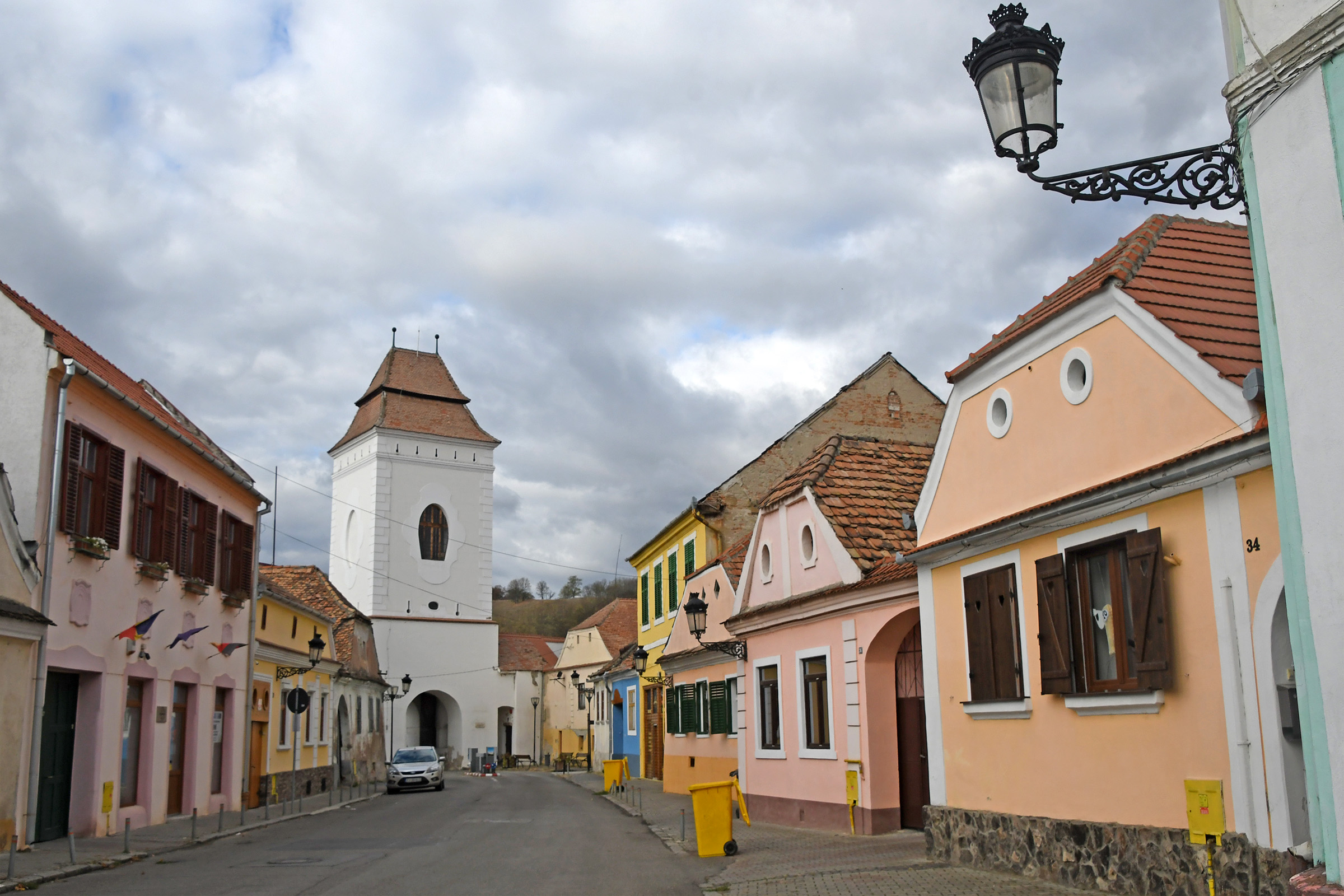
Turn fortificat
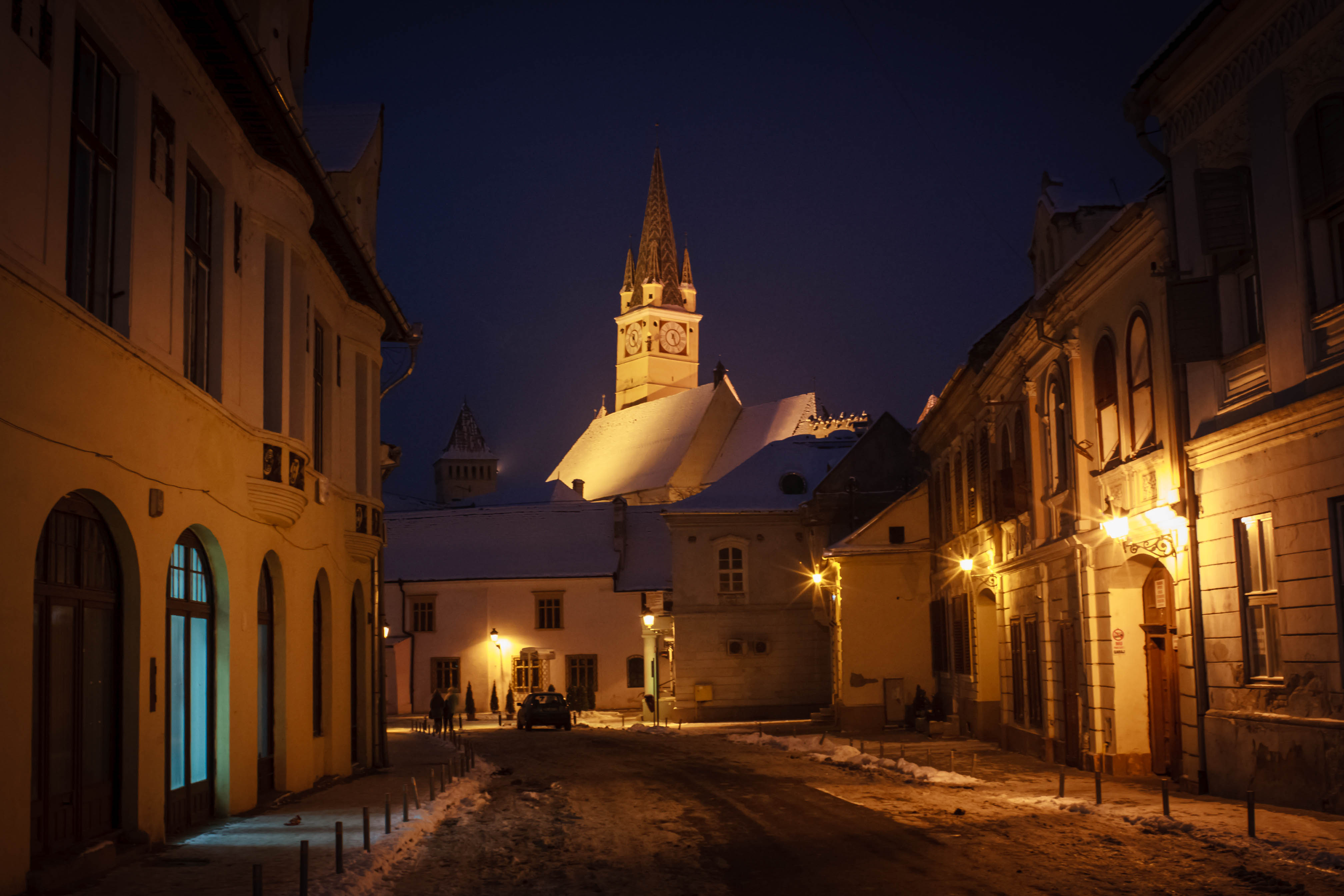
Mediașul văzut noaptea
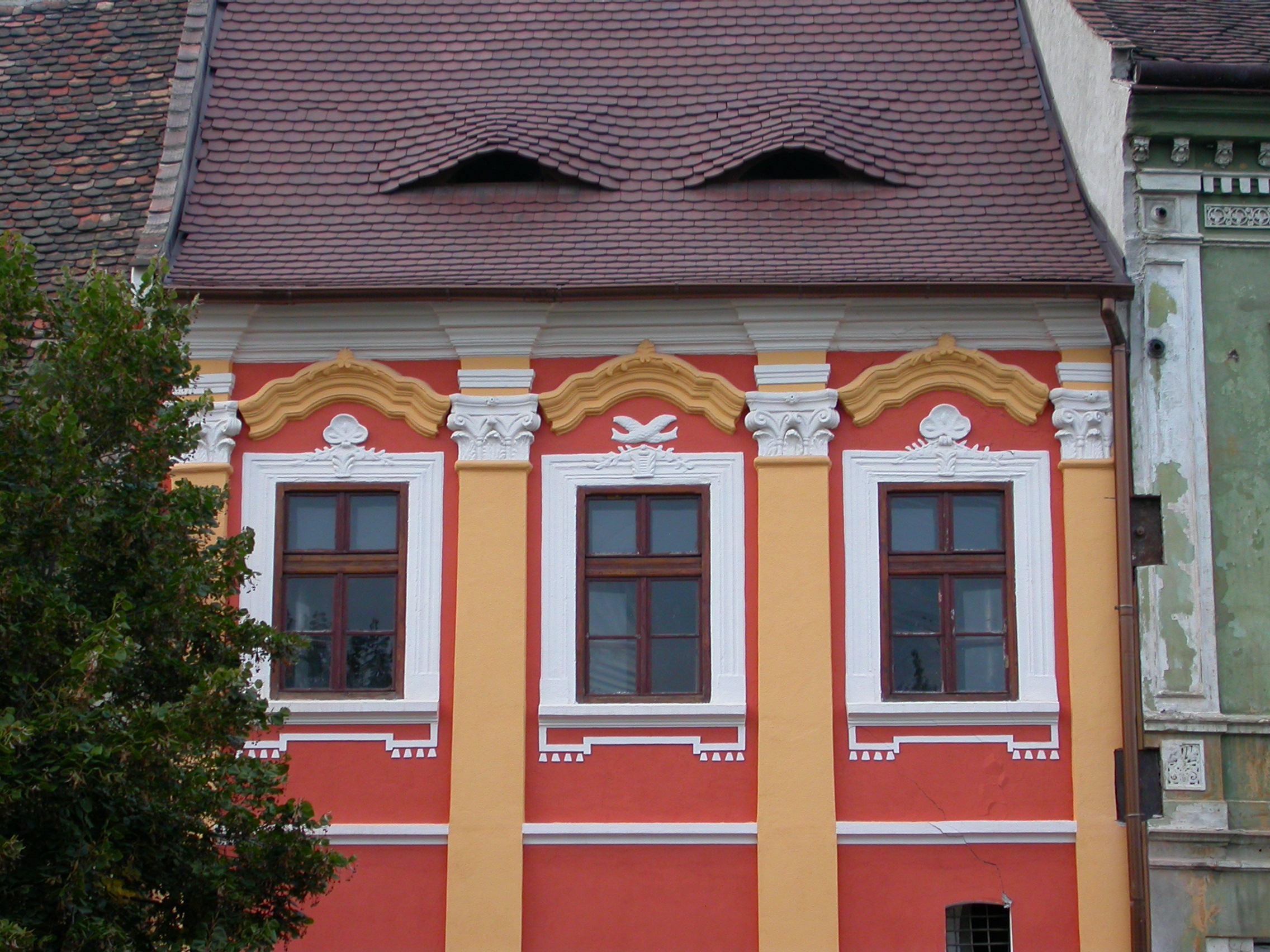
Ochii din Sibiu pe o casă din centrul Mediașului
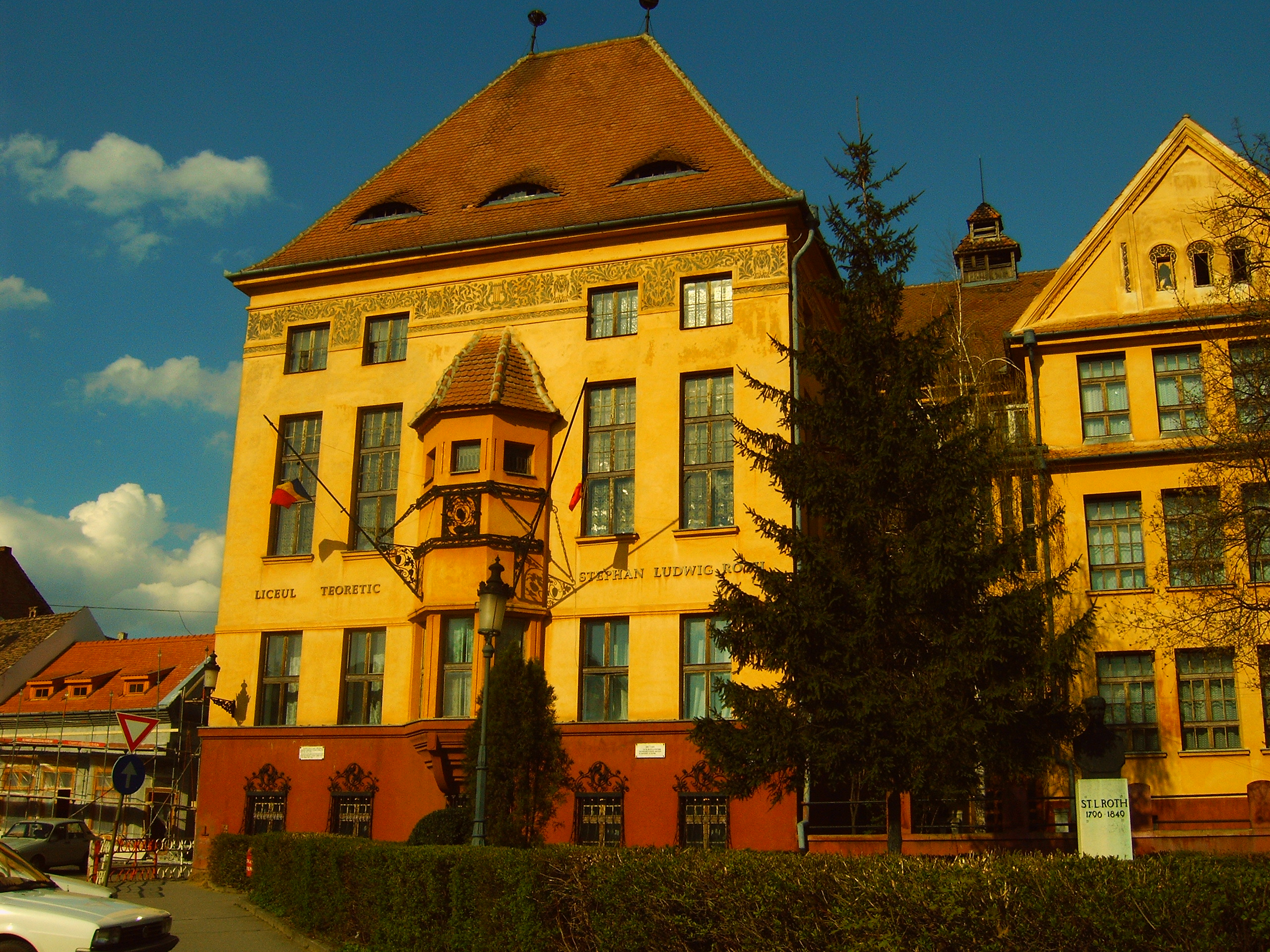
Liceul Teoretic „Stephan Ludwig Roth” din Mediaș
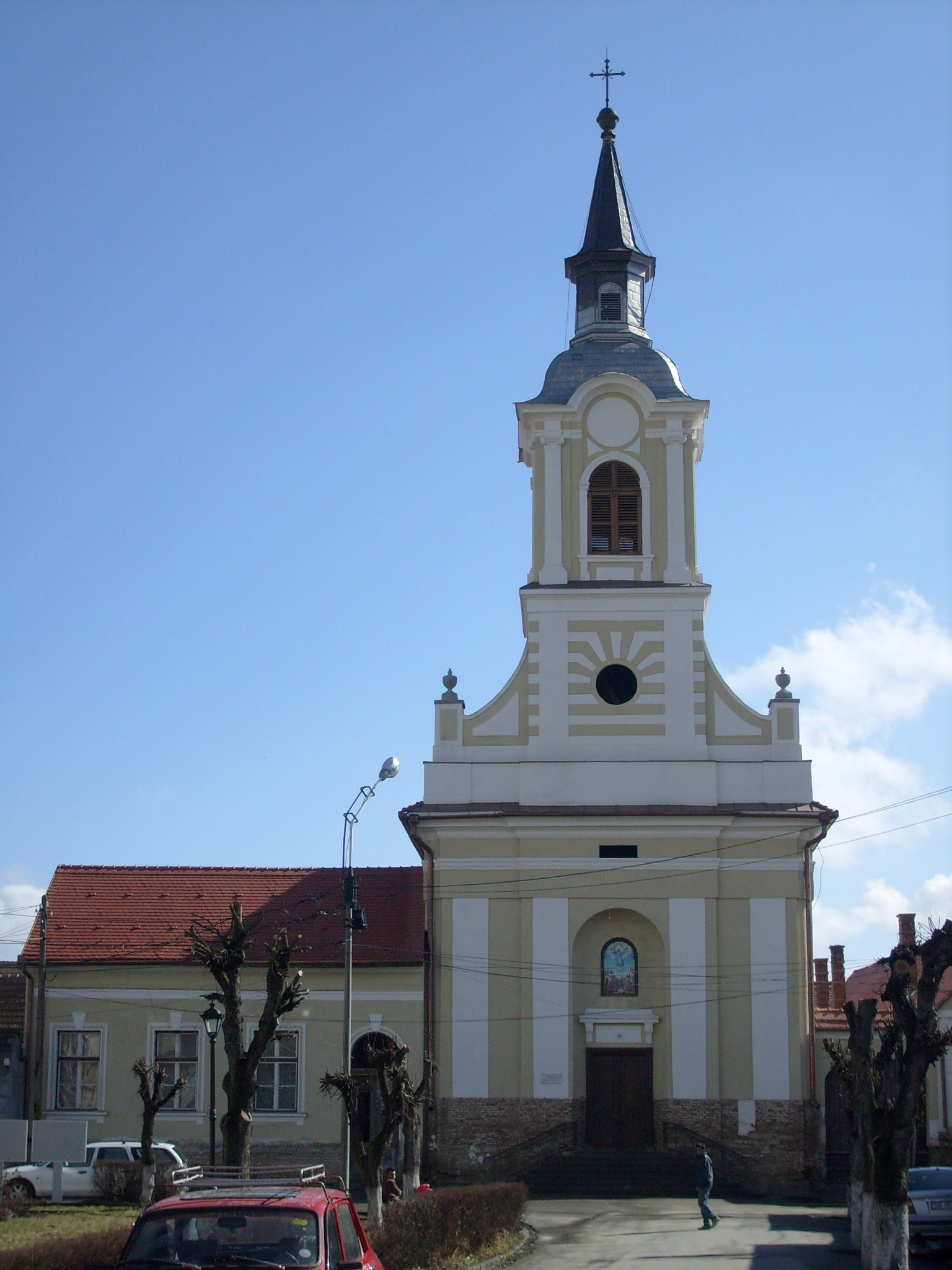
Biserica „Bob” din Mediaș
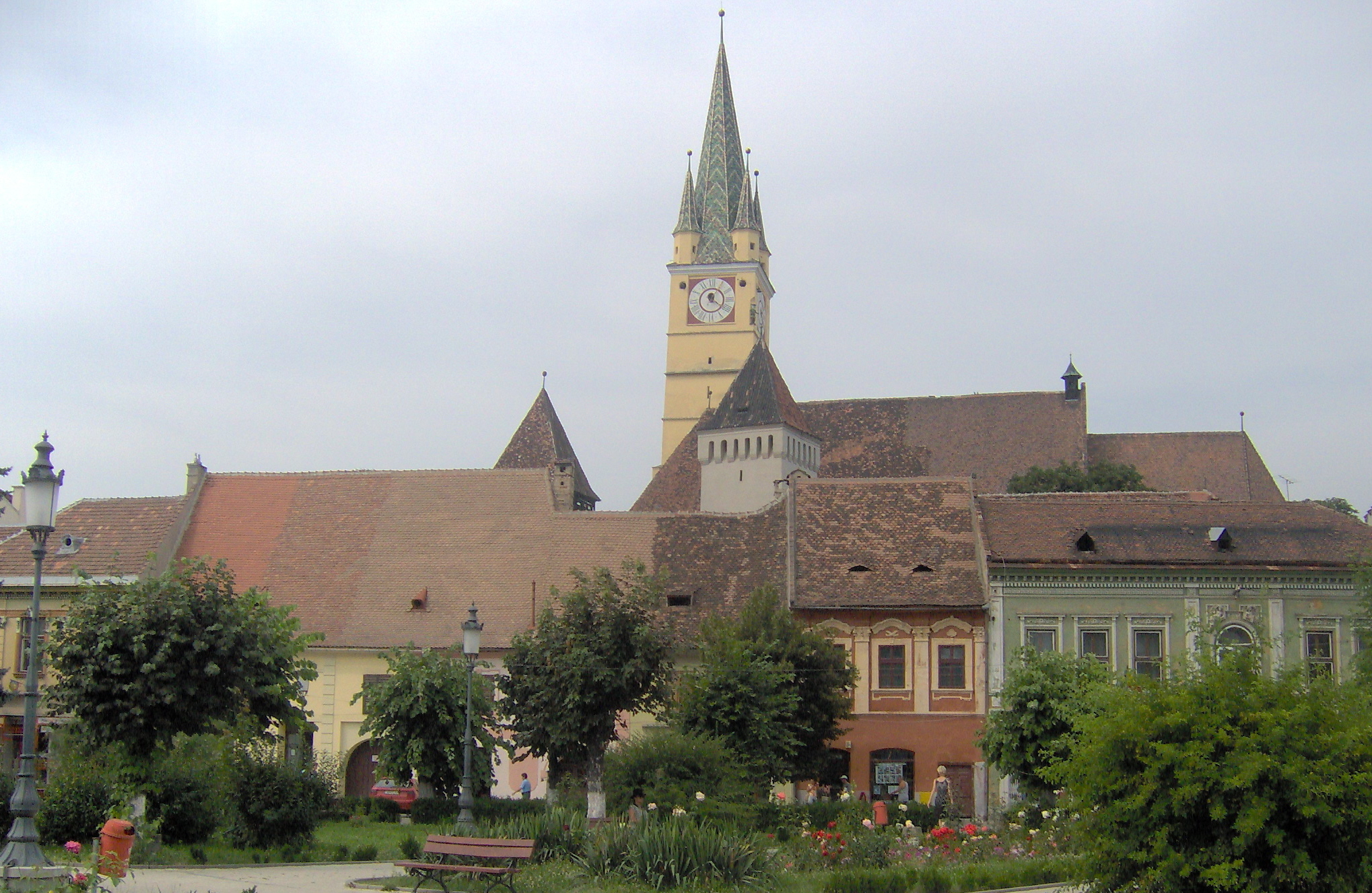
Centrul vechi al Mediașului
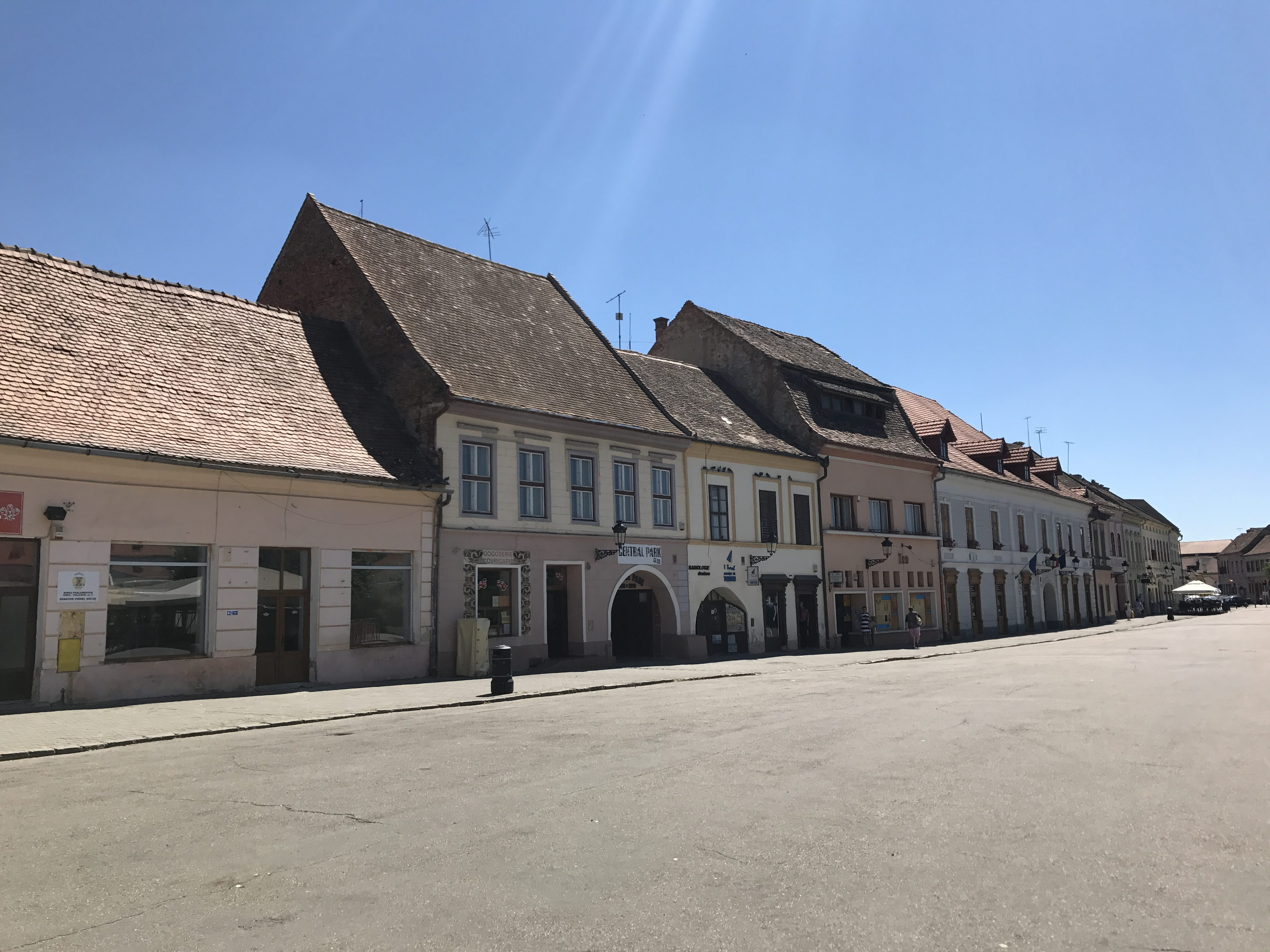
Piața Ferdinand din Mediaș
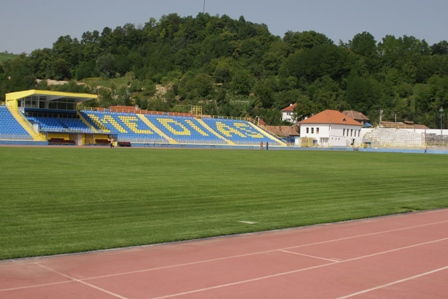
Stadionul „Gaz Metan Mediaș” al fostului club CS Gaz Metan Mediaș